# Бєлашніца
Бєлашніца (вимовляється [bjělaːʃnitsa]) — гора в центральній частині Боснії і Герцеговині. Вона знаходиться на північний захід від Сараєво, що межуює з горою Ігман. Найвищий пік Бєлашница, за яким вся гірська група отримала свою назву, піднімається на висоту 2067 метрів (6782 футів). Інші значні вершини — Крвавац (2061 м.), Малі Влайня (2055 м.) та Грінасава (1964 м.). Білашниця межує з Ракитніцею на півдні, Неретвою на Заході, горою Ігман на північний схід та горою Іван на північному заході. Це популярна туристична атракція для піших прогулянок і катання на лижах знаходиться за 20 хвилин їзди від Сараєво. 
В деяких районах Бєлашниці відбувались великі бойові дії в 1992—1995 роках під час облоги Сараєво.Тому окремі райони представляють і нині велику небезпеку через нерозміновані боєприпаси. Втім, створено багато маршрутів, які обслуговують місцеві гірські клуби, провідники яких водять туристів до найвищих вершин. до лисих піків вище.
Гора також популярна серед гірських велосипедистів і нещодавно її облюбували парапланеристи.

## Етимологія
Назва гори походить від кореня bijel, що означає «білий».

## Геологія
Геологічно, Бєлашніца є частиною Динарських Альп і сформована в значній мірі із вторинних та третинних осадочних порід, головним чином вапняків і доломітів.

## Клімат і рослинність
Білий сніговий купол Бєлашніци є звичним видовищем з вищих точок у Сараєво в період з середини жовтня до початку червня. На Бєлашніці росте, переважно, мішані ліси, головним чином букові. Але дерева не ростуть на схилах вище 1500 метрів (4921 футів).

## Метеорологічна станція
Вершина Бєлашниці легко розпізнається з відстані за спорудами, що були зведені на ній. Після того, як Австро-Угорська імперія окуповала Боснію після Берлінського Конгресу в 1878 році австрійці майже відразу встановили першу метеорологічну станцію на вершині в 1878 році, відкриваючи першу метеорологічну станцію на всій території Балкан. Ця споруда була замінена в 1894 році — на той момент — дуже просунутою метеорологічною обсерваторією, що працювала цілорічно. Ця обсерваторія існує і в наш час, але вона була відремонтована в результаті ушкоджень, заподіяних під час останньої війни. Тому вона і досі функціонує, як важлива ланка в гідрометеорологічних ддослідженнях на Балканах. Центр зв'язку з орієнтирною вежею, що стояла біля обсерваторії, була зруйнована в 1993 році. Сумні залишки розбитої вежі були зняті в 2006 році.

## Зимові Олімпійські Ігри 1984 року
Під час Зимових Олімпійських ігор 1984 року на Бєлашніці проходили чоловічі гірськолижні перегони, де Білл Джонсон (США) переміг у швидкісному спуску після сміливого прогнозу на перемогу, обігнавши швейцарського гірськолижника-легенда Пітера Мюллера, який вибров срібло. Американські близнюки Філ і Стів Махре також вибороли золото і срібло в слаломі на Бєлашніці. Швейцарський спортсмен Макс Джульєн несподівано взяв золото у гігантському слаломі, а «срібло» дісталося югославському улюбленцю Юре Франку.
Значні інвестиції були зроблені владою Югославії, щоб провести Зимові Олімпійські ігри. На ділянці Бабин Дола була побудована необхідна конструкція та найдовший гірськолижний підйомник від Бабин Дола до самої вершини Бєлашніці. Під час підготовки до Ігор була збудована дорога через плато Ігман, що з'єднує Сараєво через Хаджічі до місць Мало Полє, Великого Поле та Бабин Дола. На території району Бабин Дол є кілька будівель, що функціонують з того часу, включаючи відомий готель Маршал (Maršal; тоді: Фамос (Famos)  велика частина лижних трас в цьому районі.
Тут також були проведені Кубок світу з гірськолижного спорту FIS  18 січня 1983 року та 21-22 березня 1987 року. У 1983 році змагались лише на підйом (переможець: Герхард Пфаффенбйхлер, який обійшов Стіва Підборські та Франца Кламмера). А в 1987 році проходили змагання у чоловічому слаломі (переможець: Грега Бенедик) та гігантському слаломі серед чоловіків (переможець: Марк Жірарделлі) та жінок (Марія Волісери та Врені Шнайдер). Також на Бєлашніці проходять й інші події, організовані Міжнародною федерацією лижного спорту (FIS).

## Боснійська Війна (1992—1995)
Стратегічне значення вершини Бєлашніці, з видом на плато Ігман, були визнані ще генералітетом Югославської народної армії та югославського керівництва на чолі з маршалом Йосипом Броз Тіто. Великий радарний майданчик  був побудований на ілянці хребта Валхінжа, а центр зв'язку та вежа були зведені поряд з метеостанцією на сусідній вершині Бєлашніці.
Тому Бєлашніця в ході Боснійської війни стала територією, що мала велике стратегічне значення під час облоги Сараєво у 1992—1995 роках. Територія, що охоплювала район Бєлашніци і плато Ігман між Коніці та контрольованим Організацією Об'єднаних Націй аеропортом Сараєво з самого початку конфлікту контролювалася Армією Республіки Боснії і Герцоговини (ARBiH). До середини 1993 року центральне плато Ігман перебувало під підвищеним сербським військовим тиском, коли підсилювалася підозра, що ця територія стала основною матеріально-технічною артерією блокадного міста внаслідок будівництва Сараєвського тунелю.
Найважливіший наступ на Збройні сили республіки Сербської (BSA) розпочався в липні 1993 року, що призвело до падіння Трново, а 4 серпня 1993 року сербські сили захопили вершину Бєлашніці та частину газопроводу «Ігман». Просування BSA було зупинено під загрозою натовських авіаударів. Після напружених переговорів BSA відступили з вершини Бєлашніці, але перед цим підірвали вежу зв'язку. Французькі підрозділи сил Об'єднаних Націй з охорони (АНПРОФОР) були розміщені на Бєлашніці, і територія Ігман була оголошена ООН, як демілітаризована зоною (DMZ) ООН.
Ситуація навколо фронтових ліній у сусідній Трескавіці та навколо Бабин Дола залишалася вибухонебезпечною з постійними бойовими діями між підрозділами BSA та ARBiH. Села, розташовані на південних схилах Бєлашніці (Умоляни та Лукавак), не пербуваючи на передовій, втім сильно постраждали від обстрілу. Обговорення реального чи передбачуваного використання сил ARBiH та ДМЗ стало питанням постійних суперечок між командувачем генералом АНПРОФОР генералом Роузом та генерал-лейтенантом ARBiH Деличем і командиром BSA Ратко Младичем.
До середини 1995 року військова ситуація знову стала дуже напруженою і в серпні 1995 року BSA знову розпочала новий наступ, примушуючи сили АНПРОФОР відійти з хребта Бєлашніци і пройти через Бабин Дол у бік Великого Польє.  Проте після другого обстрілу Маркаля, 30 серпня, НАТО розпочала операцію «Деліберет форс» (Deliberate Force), в якій літаки НАТО здійснювали операції з командування та контролю BSA та інших цілей. Також під час повітряних ударів, які тривали до 14 вересня 1995 року, радіолокаційна станція була зруйнована. Після цього BSA вивела важке озброєння від Сараєво у зону відчуження. Так ефектно закінчилась облога Сараєво.

## Мінна небезпеки
Велика робота проводилась з розмінування навколо місць відпочинку та особливо навколо існуючих гірськолижних трас, які зараз можна вважати безпечним. Значна частина діапазону Білашниця залишалася в значній мірі врятованою від війни, і тому мінний ризик є мінімальним у межах ділянки на захід від вершини Бєлашніця та на схід від гори Хранісава.

## Галерея

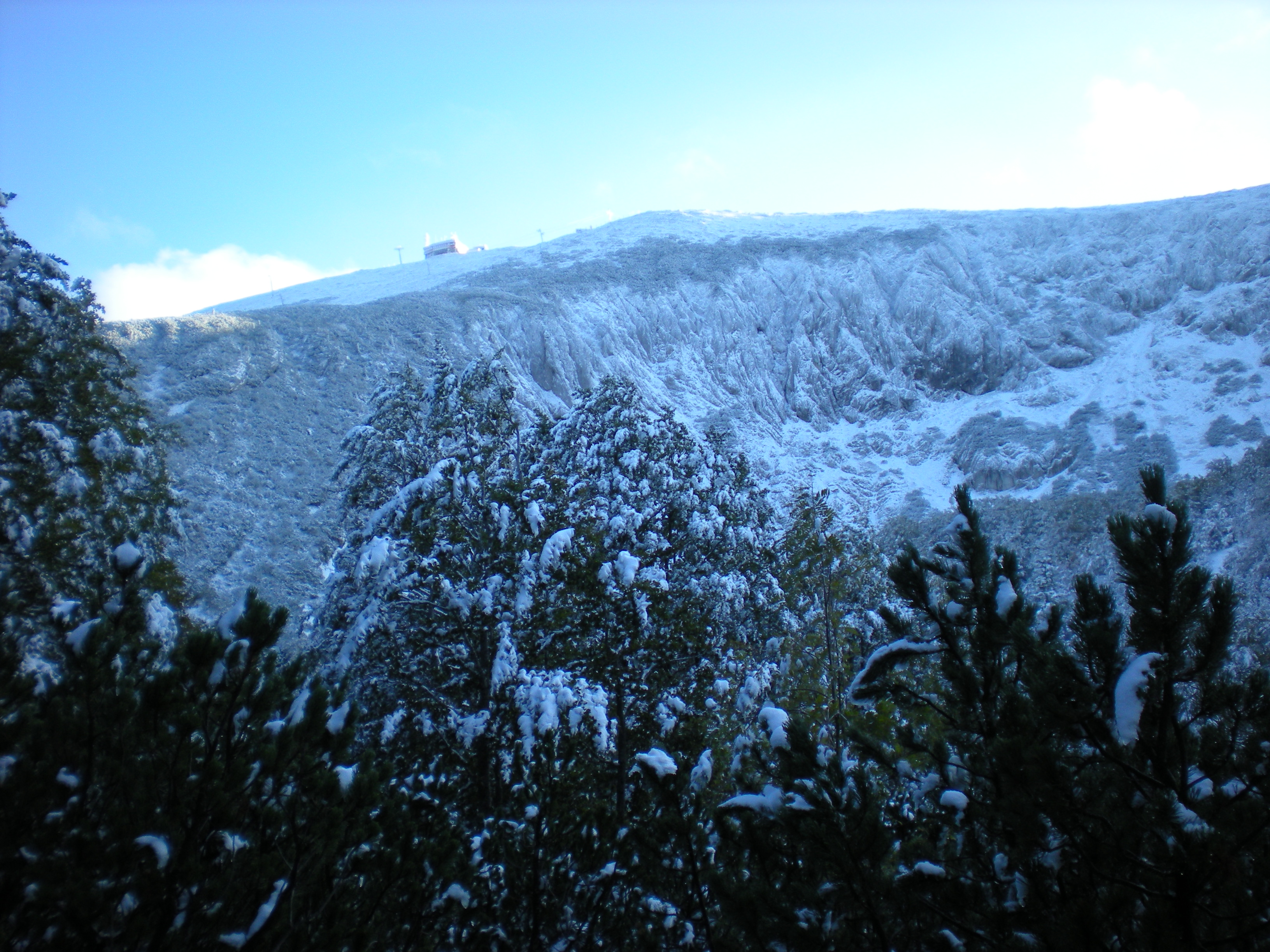
Вершина Бєлашніца, яку видно з Josipova Staze
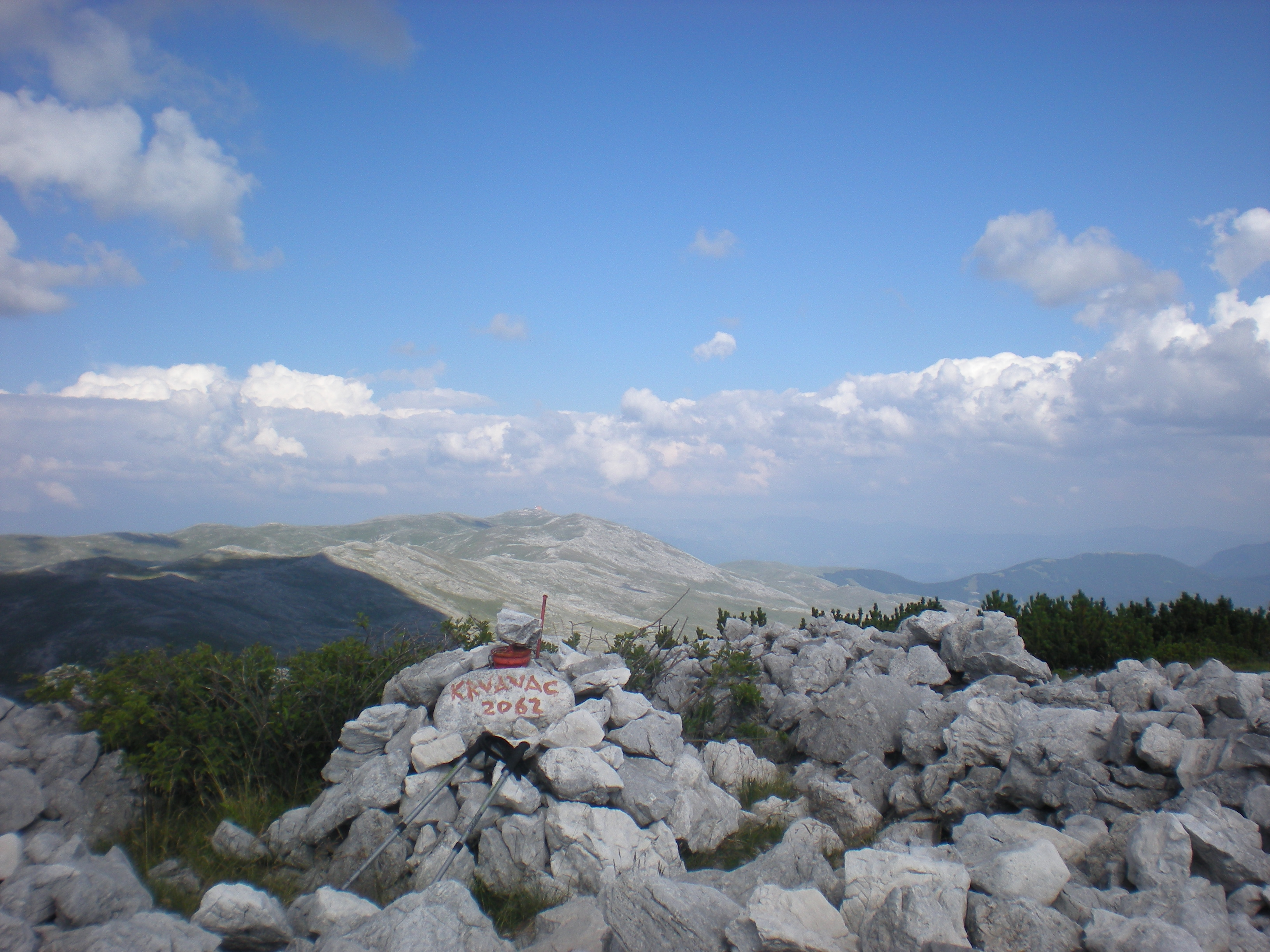
Вид з вершини Крвавац
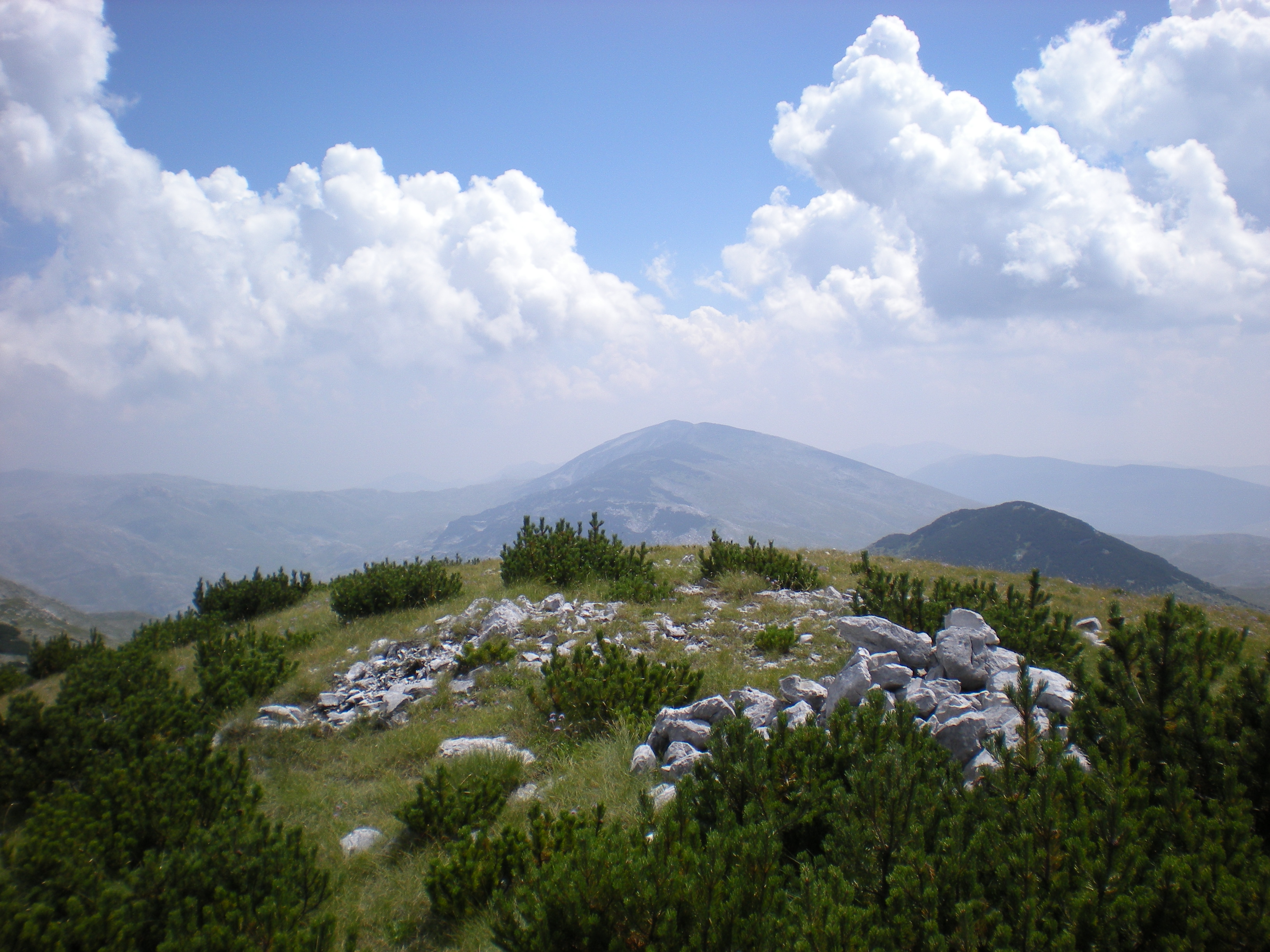
Вид з вершини Гранісава
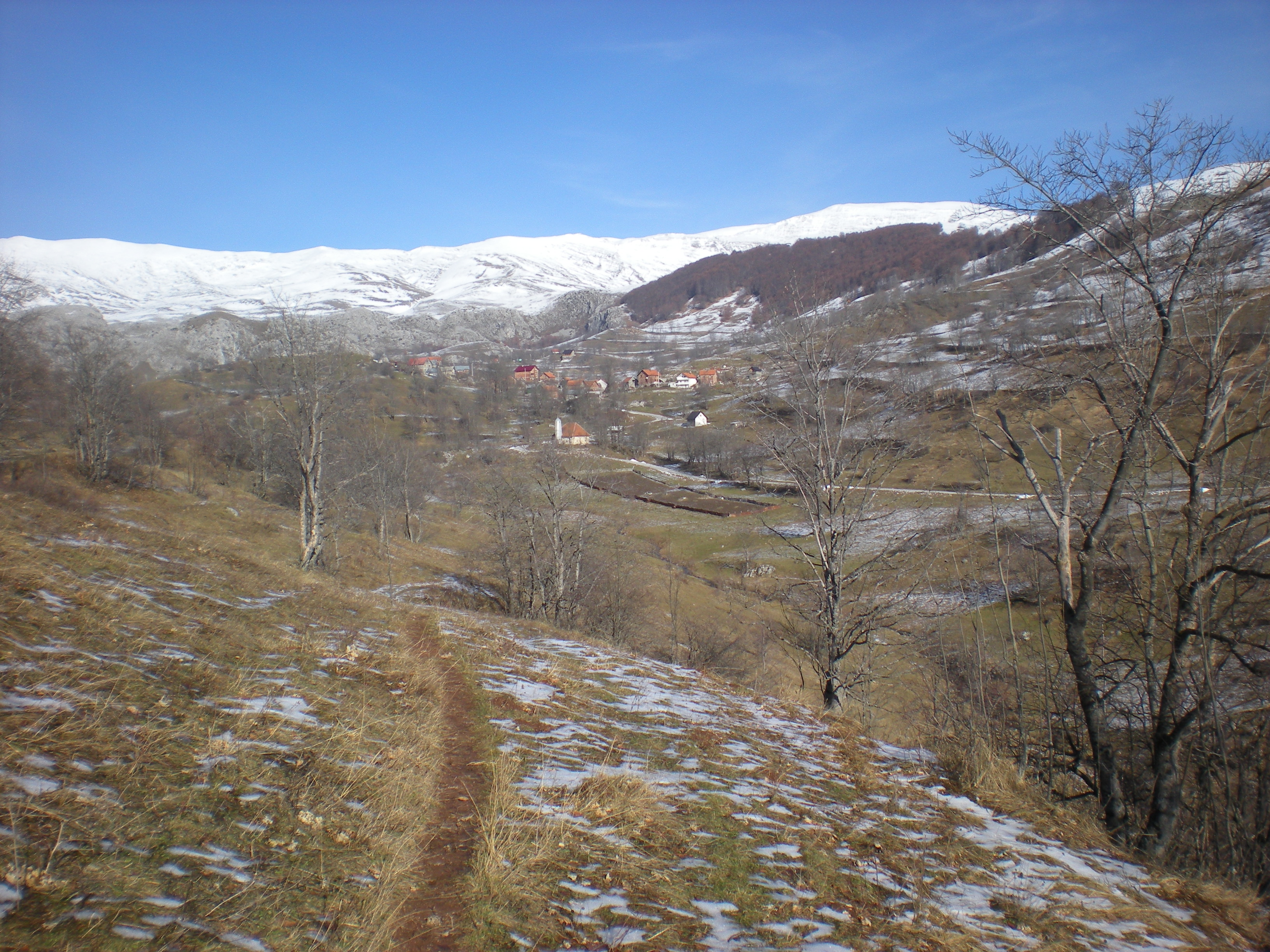
Вид на Умоляни і головний хребет Бєлашніци від стежки над Каньйоном Ракитніца
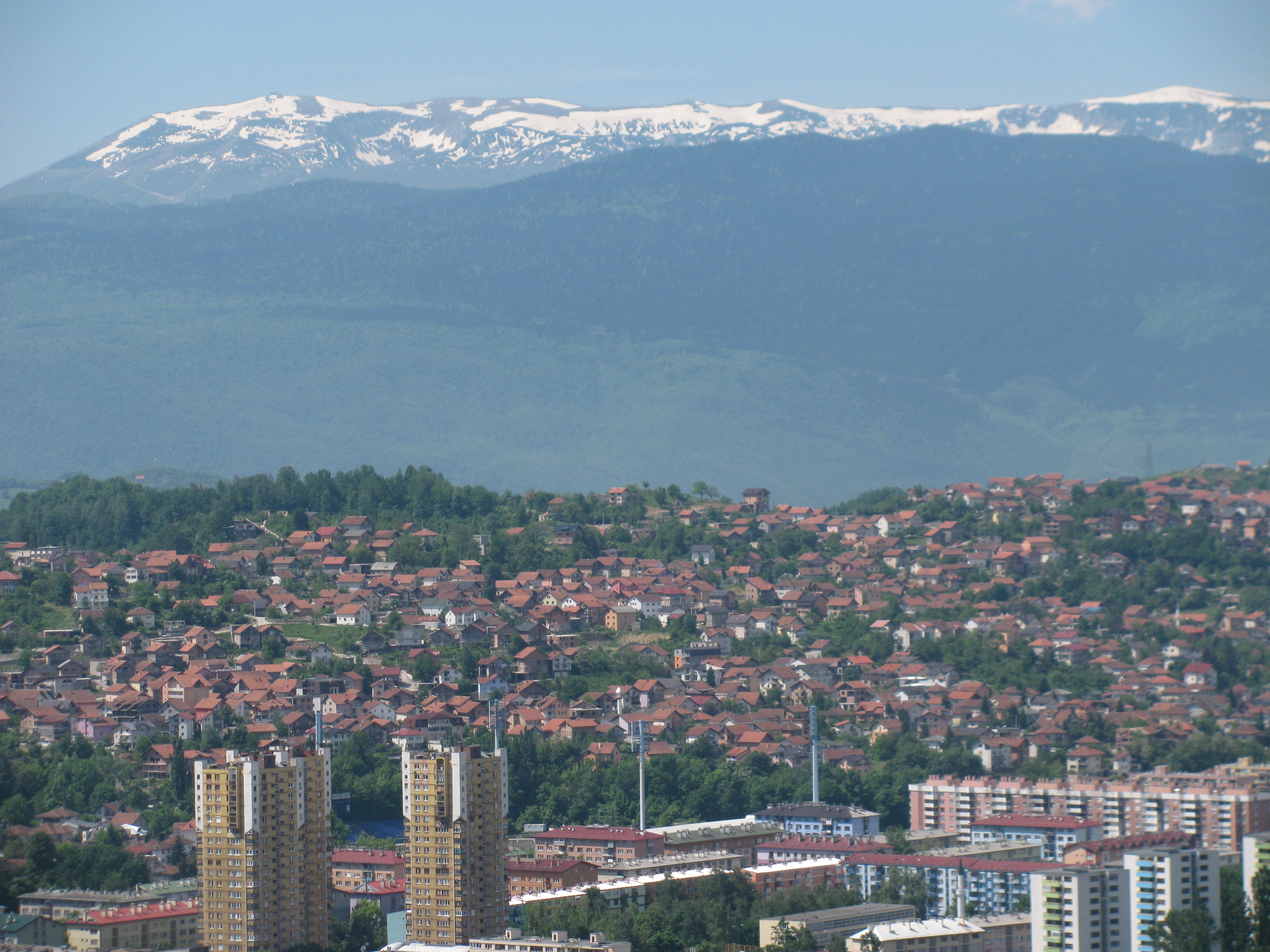
Гора Бєлашніца (снігові вершини) вид з Сараєво

## Олімпійський гірськолижний центр Бєлашніца
Олімпійський гірськолижний Центр Бєлашніца та його об'єкти розташовані на східному схилі головної вершини Бєлашніци. Існує шість підйомників, з одним сучасним тримісним підйомником, що йде від Бабин Дол, трьох анкерних підйомників та двох одиночних піднімальних ліфтів. Поряд з оригінальним 3100-метровим Олімпійського спуском та слалом-гігантом побудували ще чотири траси різної довжини від 3200 і до 550 метрів, що охоплюють всі рівні складності між між bleu-red-black. Багато інвестицій було зроблено для розвитку гірськолижного центру та району Бабин Дола відразу після Дейтонських угод, а особливо протягом останніх кількох років. Нові готелі, житлові комплекси та ресторани перетворили цю територію на сучасний гірськолижний курорт. Останнім переплануванням стала заміна старого гірськолижного підйомника двома сучасними гірськолижними підйомниками та сучасною системою виробництва снігу, готовою до роботи на сезон 2017/2018. Це було зроблено в рамках підготовки до Європейського молодіжного олімпійського зимового фестивалю 2019 року, який планується організувати уСараєво та Східному Сараєво
.

## Піші прогулянки
Регіон Бєлашніца складається, по муті, з трьох хребтів: хребта Валхінжа, Струг та більш південного хребта, паралельного Ракитніці, відокремленого від інших хребтів широкою долиною під назвою Дуго Полє. У цих горах існує цілий ряд популярних маршрутів для пішгих походів. Одна стежка наближається до головної вершини Бєлашніци  (2067 м.) з півночі і називається Йосипова Стаза після свого найвідомішого туриста Йосипа Броз Тіто. З головної вершини хребет йде на північний схід у напрямку до вершини Мала Волінья (2055 м.). Вершина цього хребта на заході називається Хранісава (1964 м.). Ще один прекрасний маршрут починається вирушає з Дуго-Полье і веде через важко витягнуту стежку через густі чагарники гірської сосни на вершині Крвавач (2061 м). Одна з найпопулярніших екскурсій проходить повз каньйон Ракітніца, йдучи від Умоляни і до Лукоміра.
У цій гірській місцевості також знаходяться добре обладнані гірські хати. Станарі П. Д. (1540 м.) — відмінна база для походів в центрально-західній частині гірського хребта. Є й інші гірські хатини в Ситніку, Умолянах та Лукомірі, які можуть вимагати попереднього бронювання.

## Військовий об'єкт D-0
За вісім кілометрів від Коніца на південних схилах Бєлашніци споруджений протиядерний бункер загальною площею 6 500 м². Крім житлових і робочих приміщень, розрахованих на 350 чоловік, тут передбачена лікарня, кімната знезараження і командний пункт. Спорудження бункера зайняло 26 років, і закінчений він був у 1979 році.
У 2011 році бункер був переобладнаний для галереї сучасного мистецтва, і в ньому пройшла художня виставка «Машина часу».